# هنري درير
هنري درير (بالإنجليزية: Henry Dreyer)‏ هو منافس ألعاب قوى أمريكي، ولد في 2 فبراير 1911، وتوفي في 27 مايو 1986.

## وصلات خارجية
- هنري درير على موقع أوليمبيديا (الإنجليزية)